# Лемболово (платформа)
Ле́мболово — пассажирский остановочный пункт Приозерского направления Октябрьской железной дороги. Расположен на двухпутном участке между платформой 54-й километр и станцией Орехово.
Имеются две высокие платформы. Билетные кассы не действуют.
Останавливаются все проходящие пригородные поезда, кроме экспрессов Санкт-Петербург — Кузнечное.
Электрифицирована в 1959 году в составе участка Васкелово — Сосново. Реконструирована в середине 2000-х годов.
На юго-запад от платформы отходит дорога на Лемболовское озеро, а на восток к садоводствам: «Сирень», «Балтиец». К северо-востоку идёт дорога к Голубым Озёрам, к югу в 500 метрах от платформы — мост через реку Вьюн.
Близ платформы находится памятник лётчикам-героям — стела на месте гибели Героев Советского Союза С. М. Алёшина, Н. А. Боброва и В. А. Гончарука, повторивших в июле 1942 года подвиг Н. Гастелло.

## Фотографии

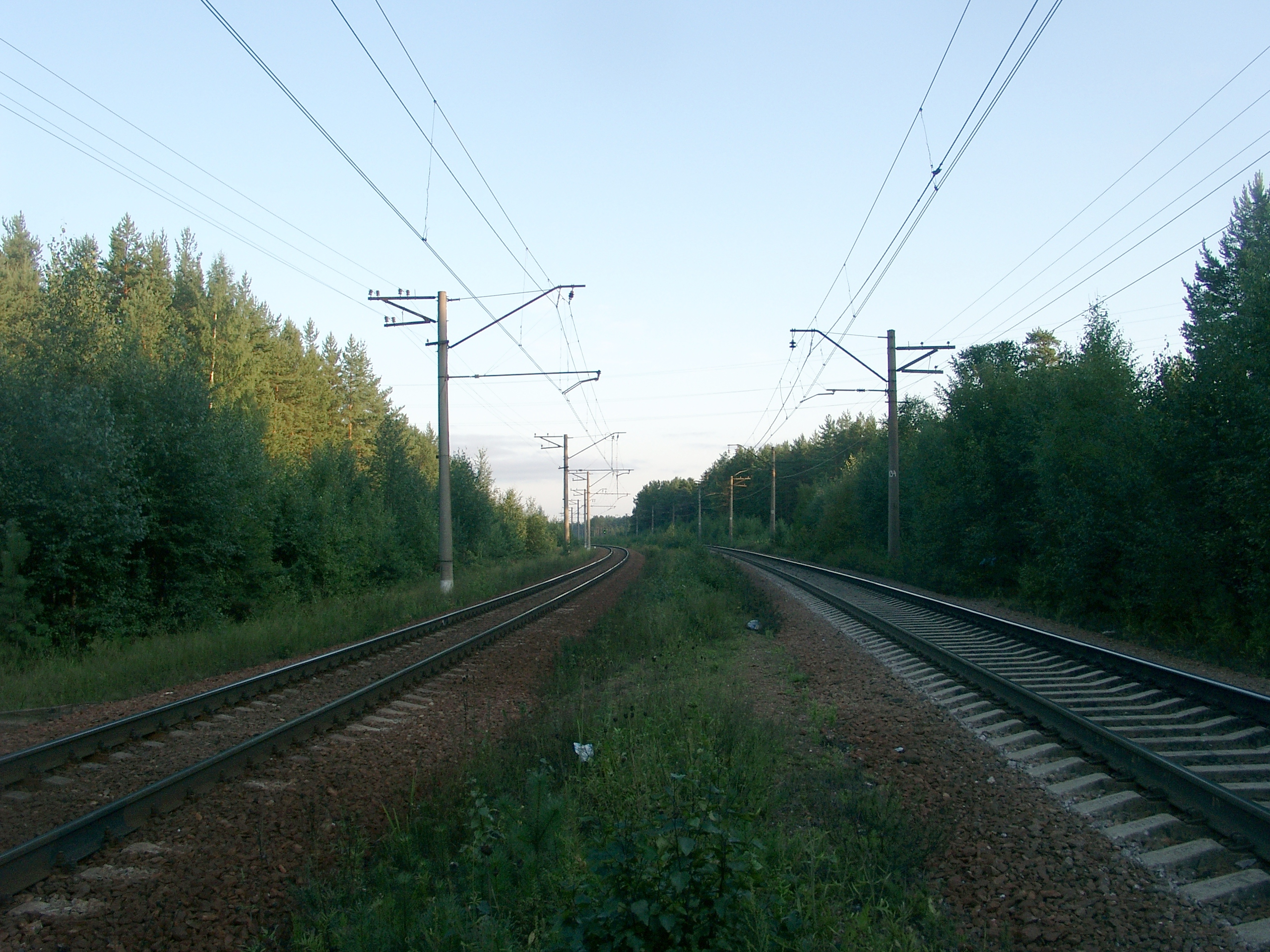
Вид в южном направлении, в сторону пл. 54 км
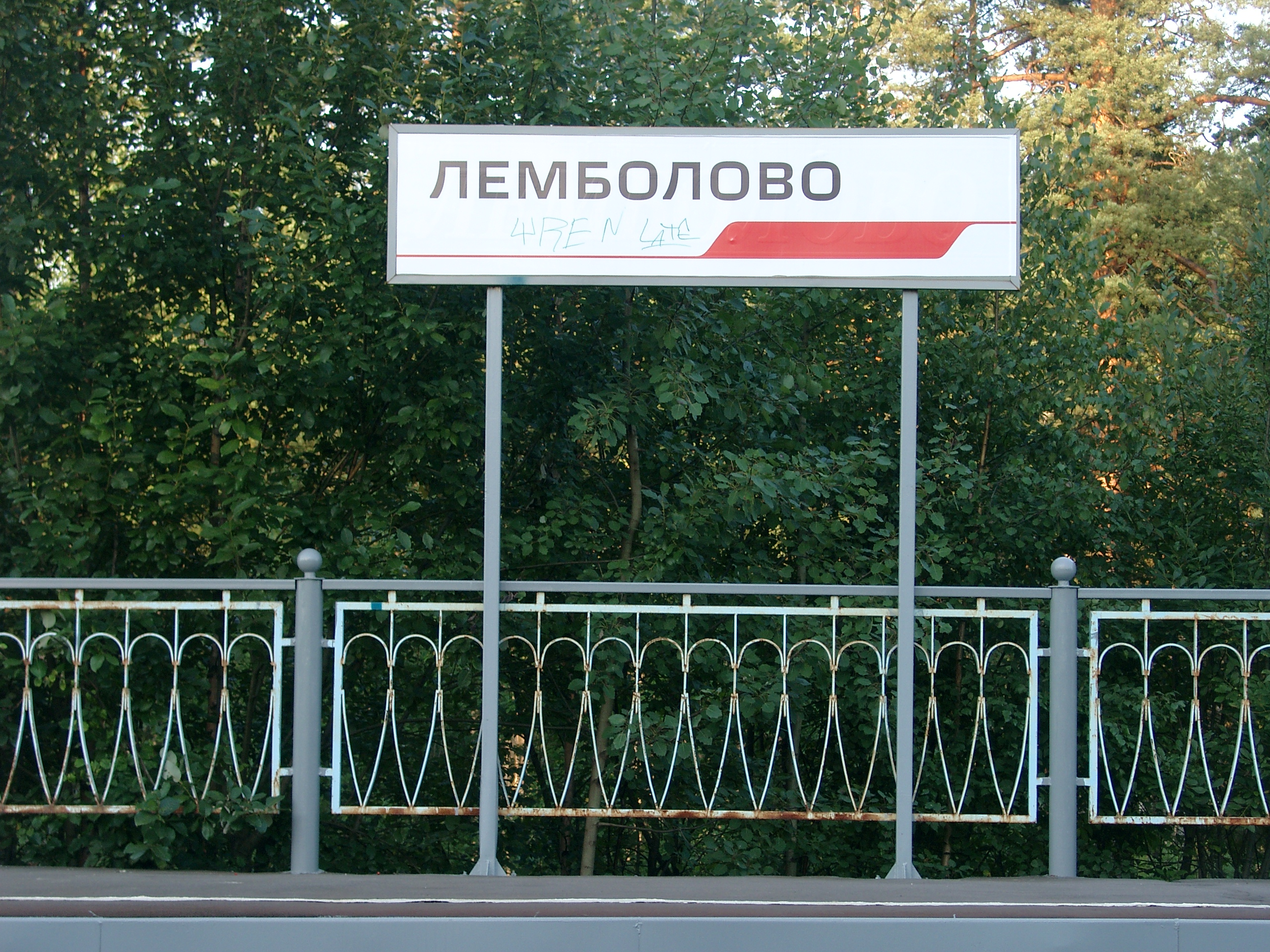
Указатель с названием платформы
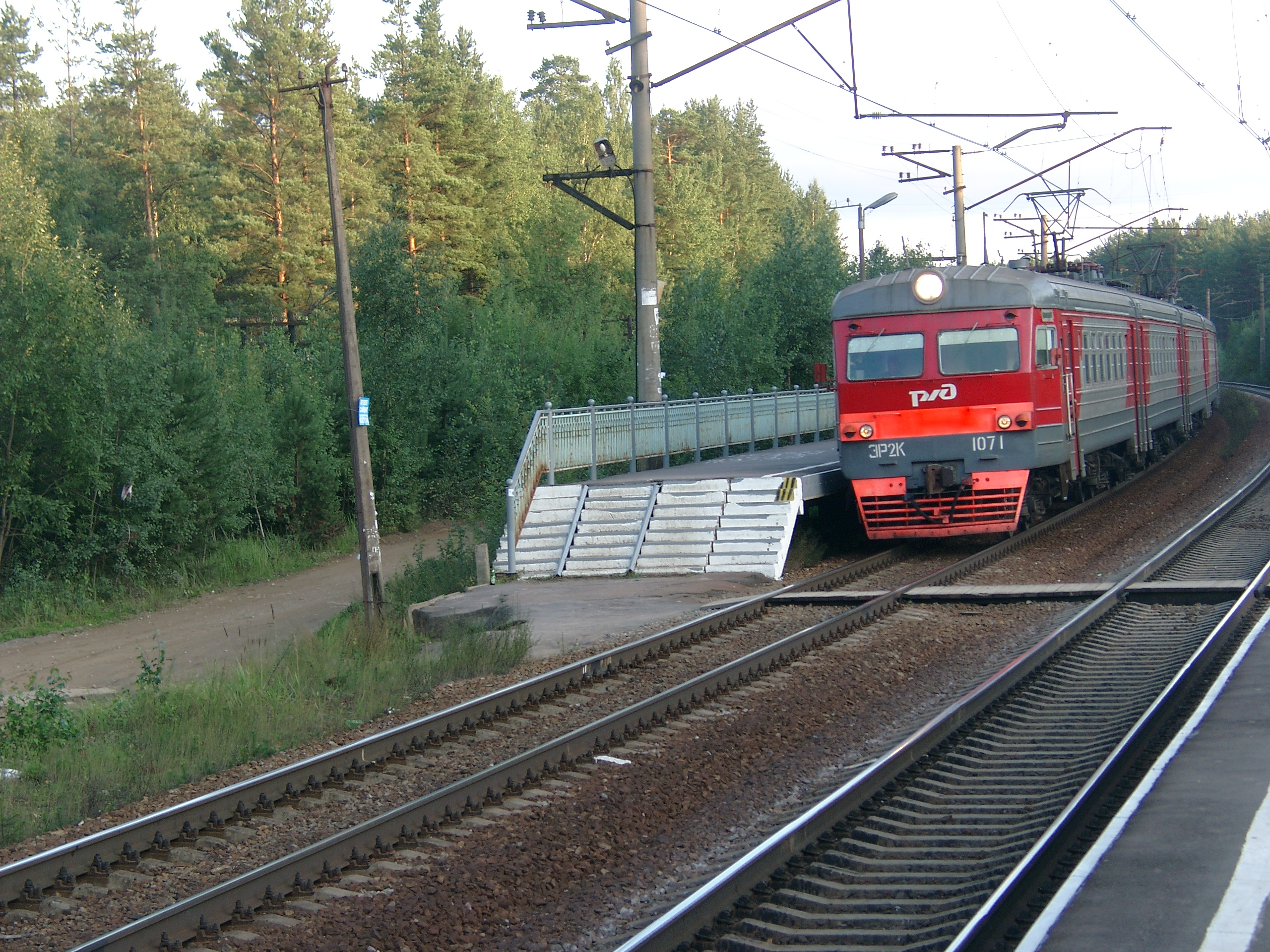
Электропоезд на Сосново у платформы
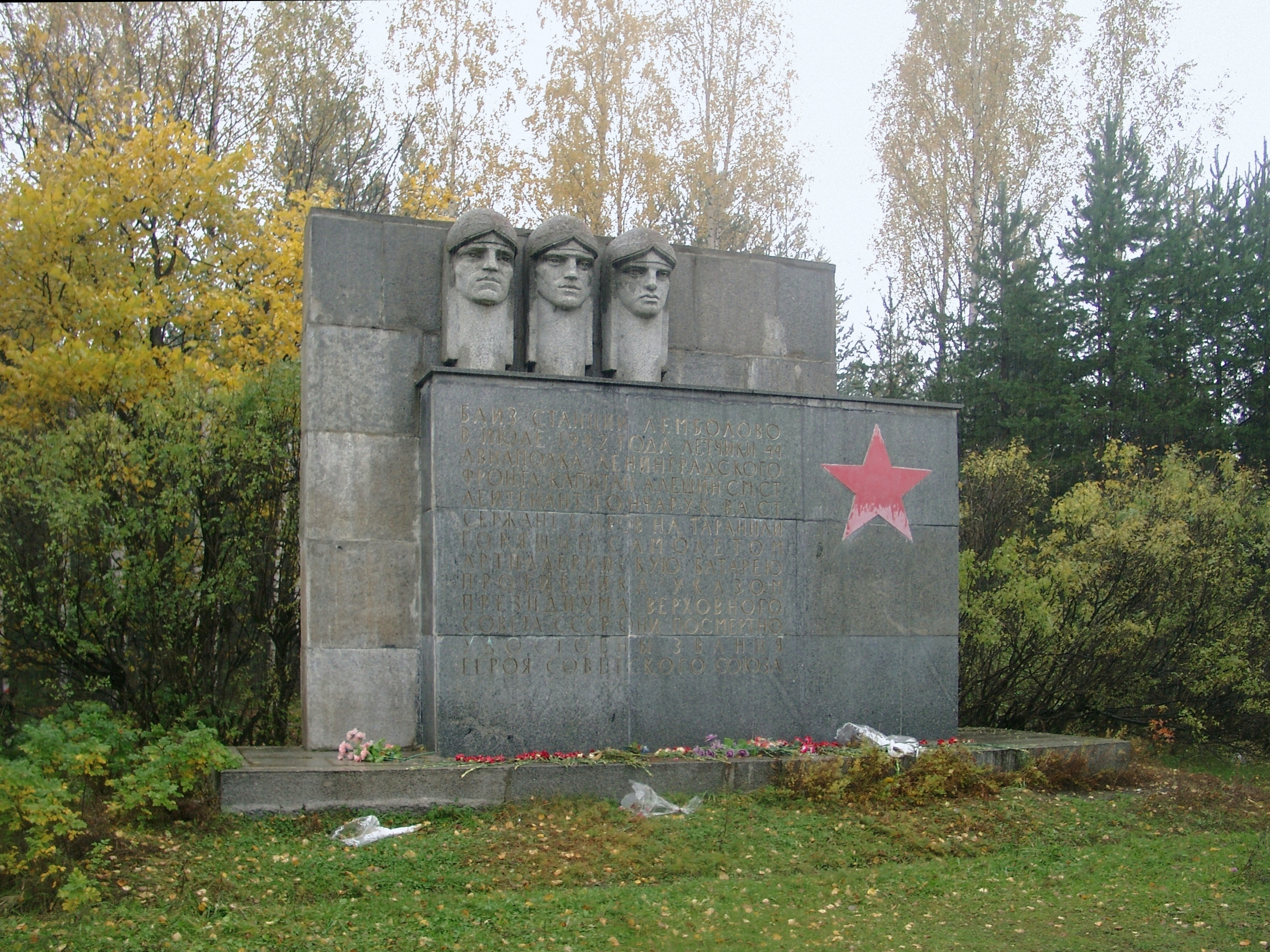
Памятник героям-лётчикам С. М. Алёшину, Н. А. Боброву и В. А. Гончаруку.
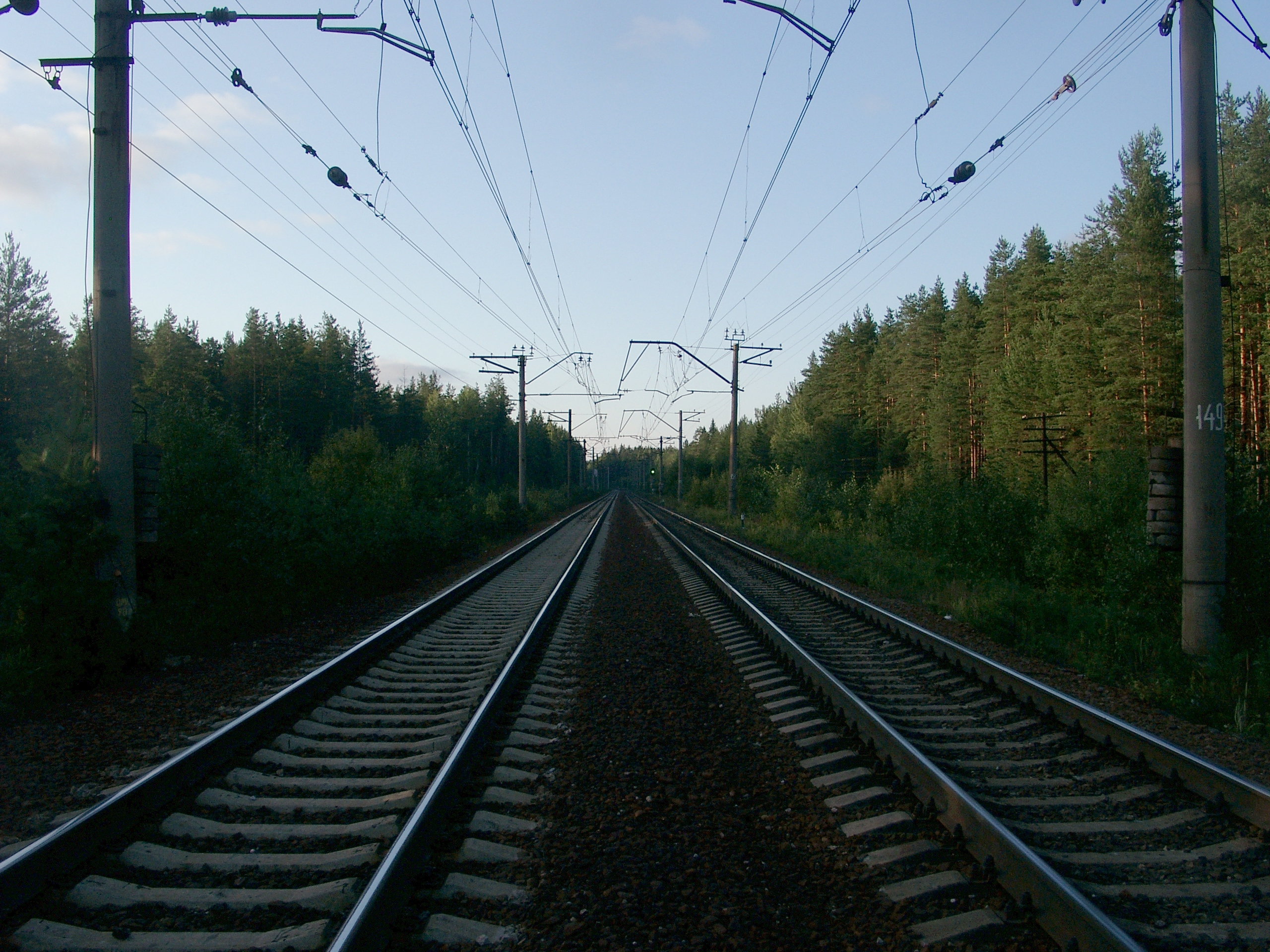
Вид в северном направлении, в сторону ст. Орехово